# 2010年レッドブル・エアレース・ワールドシリーズ

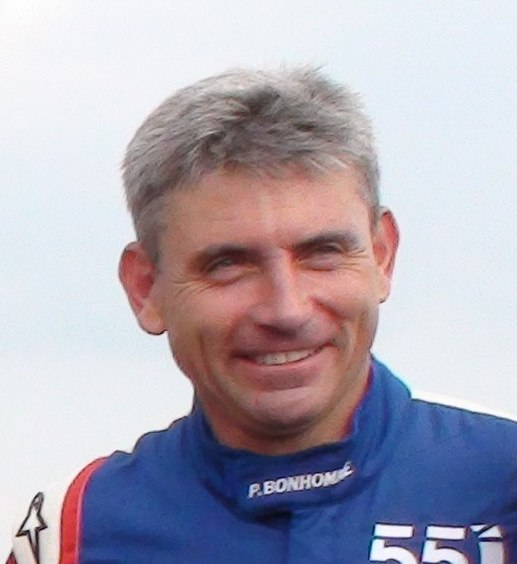
ポール・ボノムがハンネス・アルヒを4ポイント上回り、2連覇を果たした。

2010年レッドブル・エアレース・ワールドシリーズでは、2010年に開催された通算8回目のレッドブル・エアレース・ワールドシリーズについて述べる。
ポール・ボノムが2度の優勝を含む、6戦全てで3位以内という好成績を修め、前年に続き総合優勝、2連覇を果たした。ハンネス・アルヒは他の4戦で優勝したが、アブダビで行われたシーズン初戦での11位という結果が響き、ボノムより4ポイント下回った。ナイジェル・ラムは3度ずつ2位と4位にランクインした。
シーズン最終戦で、大会を主催するオーストリアの現地法人、レッドブル・エアレースGmbHは、シリーズの改革と強化、商業面での発展のために、2011年の大会を中止することを発表した。

## パイロットと使用機
| No. | パイロット               | 使用機     | ラウンド |
| --- | ------------------------ | ---------- | -------- |
| 4   | カービー・チャンブリス   | エッジ 540 | 全戦     |
| 5   | ピーター・ベゼネイ       | MXS-R      | 全戦     |
| 7   | アジウソン・キンドルマン | MXS-R      | 1        |
| 8   | マルティン・ソンカ       | エッジ 540 | 全戦     |
| 9   | ナイジェル・ラム         | MXS-R      | 全戦     |
| 18  | セルゲイ・ラクマニン     | MXS-R      | 全戦     |
| 21  | マティアス・ドルダラー   | エッジ 540 | 全戦     |
| 27  | ニコラス・イワノフ       | エッジ 540 | 全戦     |
| 28  | ハンネス・アルヒ         | エッジ 540 | 全戦     |
| 31  | 室屋義秀                 | エッジ 540 | 1–4, 6   |
| 36  | アレハンドロ・マクレアン | MXS-R      | 全戦     |
| 55  | ポール・ボノム           | エッジ 540 | 全戦     |
| 84  | ピート・マクロード       | エッジ 540 | 全戦     |
| 95  | マット・ホール           | MXS-R      | 1–4, 6   |
| 99  | マイケル・グーリアン     | エッジ 540 | 全戦     |

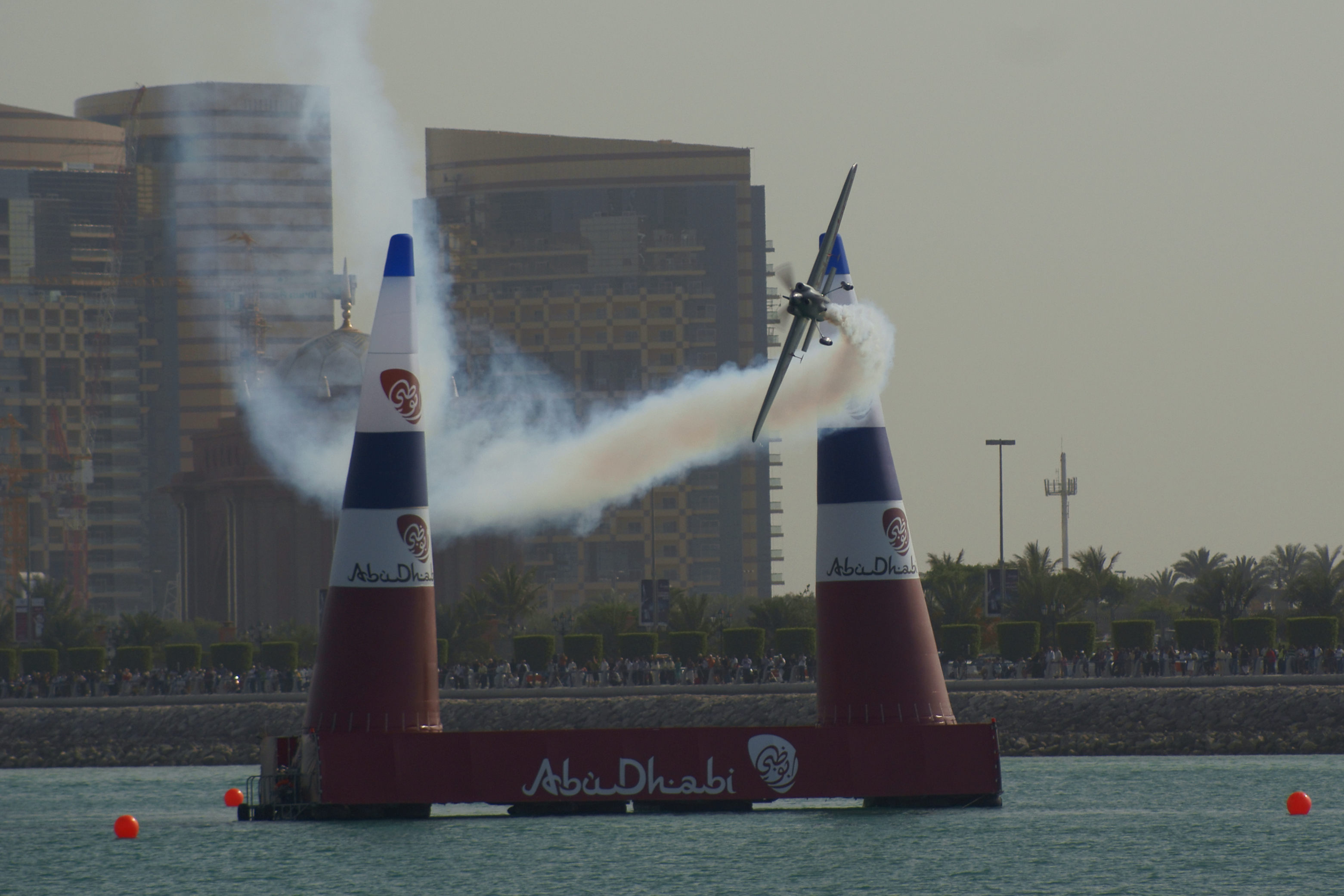
初戦アブダビ戦

本年より、引退したマイク・マンゴールドとグレン・デルに代わって、チェコのマルティン・ソンカとブラジルのアジウソン・キンドルマンが新たに参加することとなった。

## レース日程と結果
| ラウンド | 国               | 地域                                   | 開催日        | 予選第1位        | 優勝者           | 使用機     |
| -------- | ---------------- | -------------------------------------- | ------------- | ---------------- | ---------------- | ---------- |
| 1        | アラブ首長国連邦 | アブダビ                               | 3月26日・27日 | ハンネス・アルヒ | ポール・ボノム   | エッジ 540 |
| 2        | オーストラリア   | パース（スワン川）                     | 4月17日・18日 | ポール・ボノム   | ハンネス・アルヒ | エッジ 540 |
| 3        | ブラジル         | リオデジャネイロ（フラメンゴ・ビーチ） | 5月8日・9日   | ハンネス・アルヒ | ハンネス・アルヒ | エッジ 540 |
| 4        | カナダ           | オンタリオ州ウィンザー                 | 6月5日・6日   | ナイジェル・ラム | ハンネス・アルヒ | エッジ 540 |
| 5        | アメリカ合衆国   | ニューヨーク                           | 6月19日・20日 | ハンネス・アルヒ | ポール・ボノム   | エッジ 540 |
| 6        | ドイツ           | ユーロスピードウェイ・ラウジッツ       | 8月7日・8日   | ポール・ボノム   | ハンネス・アルヒ | エッジ 540 |
| 7        | ハンガリー       | ブダペスト（ドナウ川）                 | 中止          | 中止             | 中止             | 中止       |
| 8        | ポルトガル       | リスボン                               | 中止          | 中止             | 中止             | 中止       |

## 順位及び得点
| 順位     | 1位 | 2位 | 3位 | 4位 | 5位 | 6位 | 7位 | 8位 | 9位 | 10位 | 11位 | 12位-15位 | 予選1位 |
| ポイント | 12  | 10  | 9   | 8   | 7   | 6   | 5   | 4   | 3   | 2    | 1    | 0         | 1       |

(*) マークは、予選第1位による追加ポイントがあったことを示す。
| 順位 | パイロット               | 第1戦 | 第2戦 | 第3戦 | 第4戦 | 第5戦 | 第6戦 | 総得点 |
| ---- | ------------------------ | ----- | ----- | ----- | ----- | ----- | ----- | ------ |
| 1    | ポール・ボノム           | 1     | 3*    | 3     | 2     | 1     | 2*    | 64     |
| 2    | ハンネス・アルヒ         | 11*   | 1     | 1*    | 1     | 4*    | 1     | 60     |
| 3    | ナイジェル・ラム         | 2     | 4     | 2     | 4*    | 2     | 4     | 55     |
| 4    | カービー・チャンブリス   | 6     | 8     | 5     | 3     | 3     | 6     | 41     |
| 5    | ピート・マクロード       | 5     | 5     | 7     | 9     | 5     | 8     | 33     |
| 6    | ニコラス・イワノフ       | 9     | 6     | 6     | 7     | 6     | 5     | 33     |
| 7    | マット・ホール           | 8     | 2     | 4     | DSQ   | DSQ   | 3     | 31     |
| 8    | マティアス・ドルダラー   | 7     | 7     | 10    | 5     | 10    | 7     | 26     |
| 9    | マイケル・グーリアン     | 4     | 11    | 8     | 6     | 7     | 13    | 24     |
| 10   | ピーター・ベゼネイ       | 3     | 10    | 11    | 10    | 8     | 9     | 21     |
| 11   | アレハンドロ・マクレアン | 12    | 13    | 9     | 11    | 9     | 10    | 9      |
| 12   | 室屋義秀                 | 10    | 9     | 12    | DNS   | DNS   | 12    | 5      |
| 13   | セルゲイ・ラクマニン     | 15    | 12    | 14    | 8     | 12    | 14    | 4      |
| 14   | マルティン・ソンカ       | 13    | 14    | 13    | 12    | 11    | 11    | 2      |
| 15   | アジウソン・キンドルマン | 14    | EX    | EX    | EX    | EX    | EX    | 0      |
| 順位 | パイロット               | 第1戦 | 第2戦 | 第3戦 | 第4戦 | 第5戦 | 第6戦 | 総得点 |

## 事故
2010年4月15日現地時間午前11時50分（3時50分〈UTC〉）頃、第2戦が行われるオーストラリア・パースのスワン川に、練習中だったブラジルのパイロット、アジウソン・キンドルマンのMXS-Rが墜落した。救急隊が駆けつけたのが早かったため、ロイヤル・パース・ホスピタルへ搬送されたが、重傷ではないと診断された。前日の14日に、パイロットたちは水難訓練を受けていた。
キンドルマンはブラジル国内の曲技飛行の大会のアンリミテッド・カテゴリで3度の優勝経験があり、南米から初めてエアレースに参戦した選手だった。レッドブル・エアレースの公式サイトによると、キンドルマンの曲技飛行の経験は18年、総フライト時間は11000時間以上で、曲技飛行だけでも1200時間に上り、ブラジル国内で300回以上航空ショーをこなしていた。
カナダのウィンザーでは、予選に臨んでいたマット・ホールが危うくデトロイト川に墜落しそうになった。ターン時にかかる高いGの連続で揚力を失い、再加速する前に両翼と車輪が水面につき、重大な墜落事故になりかけた。ホールの機体は大きなダメージを受け本選失格となり、ニューヨークで行われる次戦も欠場した。
2010年8月17日、スペインのトレド県カサルビオス・デル・モンテで練習中だったスペインのパイロット、アレハンドロ・マクレアンが地面に墜落して死亡した。